# شهرستان سولیوان (ایندیانا)
شهرستان سولیوان، ایندیانا (به انگلیسی: Sullivan County, Indiana) شهرستانی در ایالات متحده آمریکا است که در ایندیانا واقع شده‌است.